# Andrzej Terlecki (zm. 1646)
Andrzej Terlecki herbu Sas (zm. w 1646 roku) – podstarości piński w latach 1645-1646, stolnik piński w latach 1641-1646, sędzia grodzki piński w latach 1634-1644.
Poseł na sejm 1634 roku, sejm 1640 roku.